# Eteroletteralità
Con il termine eteroletterale si identificano parole o frasi che sono composte da lettere tutte diverse tra loro.
L'eteroletteralità è uno dei meccanismi più frequentemente utilizzati in enigmistica e in ludolinguistica. Ad esempio, la parola aiuole è un termine sia eteroletterale, sia panvocale, contenente cioè tutte le vocali. Una celebre frase eteroletterale (tecnicamente un pangramma eteroletterale, visto che utilizza tutte le lettere dell'alfabeto italiano) proposta da Umberto Eco nel 1979 è:
In lingua italiana le parole eteroletterali più lunghe sono "buscherandogli" (14 lettere), "compravenduti" (13), "funamboleschi" (13) e "bustrofedica" (12). Wilfred Jackson, Fulco Pratesi e Umberto Cagni hanno nomi eteroletterali. In inglese esistono due parole eteroletterali da quindici lettere: uncopyrightable e dermatoglyphics.
Il termine eteroletterale ha un analogo nel concetto di data eteronumerica, riferito a date composte da cifre diverse.